# Хатаев, Эмин Ломалиевич
Эмин Ломалиевич Хатаев (род. 23 февраля 2000, Грозный) — российский боксёр-любитель, чеченского происхождения, выступающий в супертяжёлой весовой категории.
Выступает за сборную России по боксу, мастер спорта России международного класса (2022), бронзовый призёр чемпионата России (2021), победитель Кубка мира нефтяных стран (2021), серебряный призёр командного Кубка России (2022), серебряный призёр чемпионата России среди молодёжи (2021), чемпион Европы среди юношей (2014), многократный победитель и призёр международных и всероссийских турниров в любителях.

## Биография
Эмин Ломалиевич Хатаев родился 23 февраля 2000 года в городе Грозном Чеченской Республики Российской Федерации.
Является студентом Тюменского государственного университета.

## Любительская карьера
Является воспитанником Детско-юношеской спортивной школы олимпийского резерва «Прибой» города Тюмени. Его тренера Хатаев Ломали, Павел Корсаков, Леонид Абрамов.

### 2013—2015 годы
Стал победителем УРФО в апреле 2013 года.
В июне 2013 стал призёром первенства России в городе Анапа.
В мае 2014 года стал победителем чемпионата России среди юношей.
В июле 2014 года в городе Кестхей (Венгрия) стал чемпионом на первенстве Европы среди юношей (13—14 лет) в весе до 54 кг, в финале победив украинца Миколу Коваленко.
В декабре 2014 года стал призёром зимнего первенства России в Анапе.
В декабре 2015 года стал Призёром переходного первенства в Анапе.

### 2018—2019 годы
В феврале 2018 года в Сыктывкаре (Республика Коми) завоевал серебряную медаль чемпионата России среди юниоров (17—18 лет) в весовой категории до 81 кг, в финале проиграв Руслану Колесникову из Санкт-Петербурга.
В декабре 2018 года стал призёром Чемпионата России среди молодёжи.
В ноябре 2019 года впервые участвовал во взрослом чемпионате России проходившем в Самаре в весовой категории до 91 кг, но там он в первом раунде соревнований единогласным решением судей проиграл Абубакару-Салаху Муцелханову.
В декабре 2019 года стал призёром Чемпионата России среди молодёжи в городе Нальчик.

### 2021 год
В мае 2021 года, в Серпухове завоевал серебряную медаль чемпионата России среди молодёжи (19—22 лет) в категории свыше 91 кг, в финале по очкам проиграв Рамазану Карнукаеву.
Победитель Всероссийского турнира класса А в городе Краснодаре.
Чемпион УРФО среди молодёжи 2021 года в городе Кургане.
В начале сентября 2021 года в Кемерово завоевал бронзовую медаль на взрослом чемпионате России в категории свыше 92 кг. Где в первом раунде соревнований по очкам победил опытного Павла Дорошилова, в 1/8 финала победил по очкам опытного Сергея Егорова, в четвертьфинале он победил Дамила Шарафутдинова, но в полуфинале решением судей проиграл бой Ярославу Дороничеву.
В декабре 2021 года в Нижневартовске стал победителем Кубка мира нефтяных стран памяти Героя Социалистического Труда Ф. К. Салманова, в финале победив соотечественника Александра Дорофеева.

### 2022—2023 годы
В начале июля 2022 года стал победителем боксёрского турнира на VIII-й Всероссийской летней Универсиаде в Ульяновске.
А в конце июля 2022 года в составе сборной команды Уральского федерального округа стал серебряным призёром командного Кубка России по боксу прошедшем в Серпухове, в финале единогласным решением судей проиграв бой опытному Святославу Тетерину из ЦФО.
В августе 2022 года участвовал во Всероссийской спартакиаде в Москве, но в четвертьфинале раздельным решением судей (1:4) проиграл Святославу Тетерину.
В конце сентября 2022 года в Чите неудачно стартовал на чемпионате России в категории свыше 92 кг, где он в 1/16 финала соревнований по очкам единогласным решением судей (5:0) победил Евгения Рябцева, но затем в 1/8 финала по очкам единогласным решением судей (0:5) проиграл опытному Алексею Дронову.
В августе 2023 года, в Екатеринбурге стал победителем в весе свыше 92 кг на Международном фестивале университетского спорта, где он в финале победил соотечественника Алвани Юсупова.

## Спортивные результаты

### В любителях
- Чемпионат России среди юношей —
- Чемпионат Европы среди юношей (13-14 лет) 2014 — ;
- Чемпионат России среди юниоров (17-18 лет) 2018 — ;
- Чемпионат России среди молодёжи 2018 —
- Международный турнир памяти Дана Позняка (Литва) —
- Международный турнир «Mostar» (Босния и Герцеговина) —
- Чемпионат России среди молодёжи 2019 —
- Чемпионат России среди молодёжи (19-22 лет) 2021 — ;
- Чемпионат России по боксу 2021 — .
- Кубок мира нефтяных стран памяти Ф. К. Салманова 2021 —